# Diamond Dixon
Diamond Dixon (née le 29 juin 1992 à El Paso) est une athlète américaine, spécialiste du 400 mètres. 

## Carrière
Elle participe aux séries du relais 4 × 400 m des Jeux olympiques de Londres  et permet à l'équipe américaine d'accéder à la finale. 

## Palmarès
| Date | Compétition                   | Lieu     | Résultat | Épreuve   |
| ---- | ----------------------------- | -------- | -------- | --------- |
| 2010 | Championnats du monde juniors | Moncton  | 1re      | 4 × 400 m |
| 2011 | Universiade                   | Shenzhen | 3e       | 400 m     |
| 2012 | Jeux olympiques               | Londres  | 1re      | 4 × 400 m |

### Records
| Épreuve | Performance | Lieu   | Date         |
| ------- | ----------- | ------ | ------------ |
| 400 m   | 50 s 88     | Eugene | 24 juin 2012 |